# Emoia isolata
Emoia isolata este o specie de șopârle din genul Emoia, familia Scincidae, descrisă de Brown 1991. A fost clasificată de IUCN ca specie vulnerabilă. Conform Catalogue of Life specia Emoia isolata nu are subspecii cunoscute.